# Ramos Arizpe (kommun)
Ramos Arizpe är en kommun i Mexiko.   Den ligger i delstaten Coahuila, i den centrala delen av landet, 700 km norr om huvudstaden Mexico City. Arean är 5 307 kvadratkilometer.
Terrängen i Ramos Arizpe är bergig åt sydväst, men åt nordost är den kuperad.
Följande samhällen finns i Ramos Arizpe:
- Ramos Arizpe
- La Leona
- Guajardo
- Reata
- San Ignacio